# Kempynus incisus
Kempynus incisus är en insektsart som först beskrevs av Robert McLachlan 1863.
Kempynus incisus ingår i släktet Kempynus och familjen vattenrovsländor. Inga underarter finns listade i Catalogue of Life.